# Tritongeelkuifkaketoe
De tritongeelkuifkaketoe (Cacatua galerita triton), soms ook Triton kaketoe genoemd, is een vogel uit de orde der papegaaiachtigen en de familie der kaketoes. Hij is een ondersoort van de grote geelkuifkaketoe (Cacatua galerita).

## Taxonomie
Deze ondersoort werd in 1849 door Coenraad Jacob Temminck als aparte soort beschreven. De balgen van deze vogels werden in 1828 verzameld tijdens de expeditie naar Nieuw-Guinea in 1828, de eerste Nederlandse expeditie naar Nieuw-Guinea met een enigszins wetenschappelijk karakter. Salomon Müller, die als natuuronderzoeker aan deze zeereis deelnam, noemde de vogel Cacatua galerita. Temminck was in 1849 echter van mening dat het een aparte soort was. Tijdens de expeditie in 1828 werd een houten fort gebouwd aan een daarvoor geschikte baai. Dat was aan de Tritonbaai, vernoemd naar het marineschip (een korvet) de Triton, vandaar ook de tritongeelkuifkaketoe.

## Uiterlijk

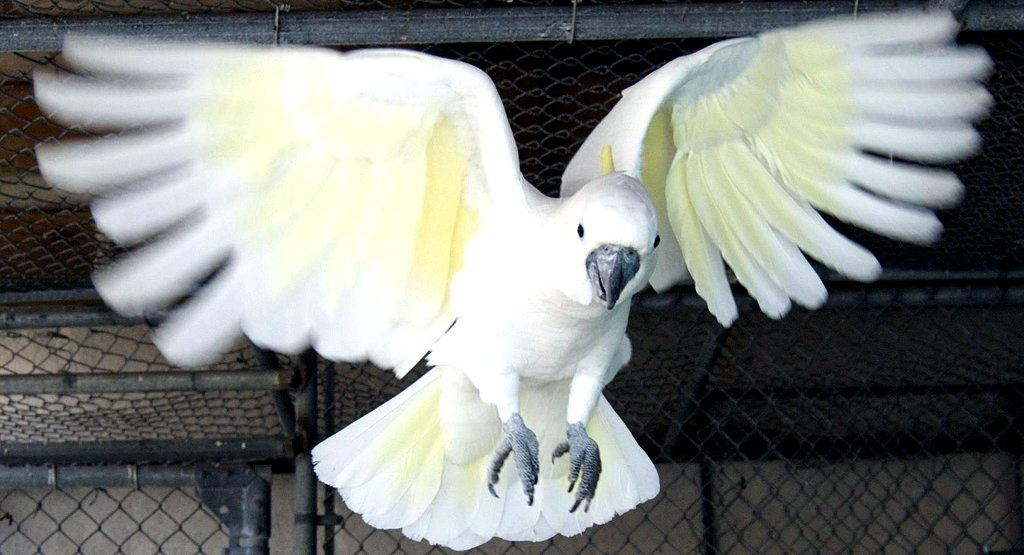
Vliegend exemplaar in gevangenschap

Het verenkleed van deze kaketoe is gelijk aan dat van de grote geelkuifkaketoe met als verschil dat de kuif breder en meer afgerond is en de oogring blauw van kleur is. Deze ondersoort is met een lengte van ongeveer 46 cm iets kleiner dan de nominaatvorm. Het gewicht van de vogel ligt rond de 650 gram. De krachtige snavel is iets kleiner dan de snavel van de nominaatvorm en is evenals de poten donkergrijs gekleurd.

## Leefgebied
De tritongeelkuifkaketoe komt van Nieuw-Guinea, de Westelijke Papoea eilanden, de eilanden in Geelvinkbaai, Fergusson, Normanby, Goodenough, Woodlark eilanden. Verder is de vogel geïntroduceerd op Ceremlaut en Goramlaug, Indonesië en de Palau eilanden in de Stille Oceaan. Hij geeft de voorkeur aan open bosrijke gebieden. Eveneens worden ze soms waargenomen in mangroves en gecultiveerde gebieden..

## Voedsel
Het voedsel van deze kaketoe bestaat uit zaden, bessen, bloemen, vruchten, wortels, insecten en larven..

## Voortplanting
Het broedseizoen van deze soort is voornamelijk van augustus tot november. De vogels hebben hun nest in een boomholte op een hoogte vanaf 3,5 meter. Het vrouwtje legt 2 tot 3 witte eieren welke na een incubatietijd van 30 dagen uitkomen. Het mannetje en vrouwtje broeden om de beurt de eieren uit en verzorgen tevens samen de jongen. Na ongeveer 70 tot 75 dagen vliegen de jonge kaketoes uit..